# محوطه شمال غرب تندبین
محوطه شمال غرب تندبین مربوط به هزاره ۱- است و در شهرستان طوالش، بخش مرکزی، روستای تندبین واقع شده و این اثر در تاریخ ۷ آذر ۱۳۸۳ با شمارهٔ ثبت ۱۱۲۵۳ به‌عنوان یکی از آثار ملی ایران به ثبت رسیده است.